# مورتن ملدال
مورتن پیتر ملدال (به انگلیسی: Morten P. Meldal) (متولد ۱۶ ژانویه ۱۹۵۴) یک شیمیدان دانمارکی است. او استاد شیمی در دانشگاه کپنهاگ در دانمارک است. او بیشتر به دلیل ایجاد واکنش CuAAC-click همزمان اما مستقل از والری فولکین و کارل شارپلس شناخته شده‌است.

## افتخارات و جوایز
ملدال جایزه نوبل شیمی ۲۰۲۲ را به‌طور مشترک با کارولین آر. برتوزی و کارل بری شارپلس، «برای توسعه کلیک شیمی و شیمی متعامد زیستی» دریافت کرد.